# Luli Bitri
Luli Bitri, właśc. Luljeta Bitri (ur. 27 czerwca 1976 w Lushnjë) – albańska aktorka filmowa, teatralna i telewizyjna, producentka filmowa i reżyserka.

## Wybrana filmografia

### Aktorka
- 2007: Gjoleka djali i abazit – Nejmeja
- 2011: Amnestia – Elsa
- 2012: Powróż mi z ręki – Alina
- 2018: Holy Boom – Adia
- 2019: Otwarte drzwi – Rudina

### Producentka
- 2015: Breath
- 2017: Water for the Roses

### Reżyser
- 2017: Water for the Roses